# Lambeosaurus magnicristatus
Lambeosaurus magnicristatus es una especie del género extinto Lambeosaurus ("lagarto de Lambe") de dinosaurios ornitisquios hadrosáuridos, que vivieron a finales del período Cretácico, hace aproximadamente 76 y 75 millones de años, en el Campaniense, en lo que hoy es Norteamérica.

## Descripción
Lambeosaurus  era muy similar al más famoso Corythosaurus en todo menos en la forma del adorno principal de la cabeza. Comparado a Corythosaurus, la cresta de Lambeosaurus estaba más hacia adelante formada por una porción cuadrada mayor apuntando hacia adelante, y una pequeña espina hacia atrás, y los pasos nasales huecos dentro estaban en el frente de la cresta y apilados verticalmente. Se supone que los diferentes tamaños y formas de este órgano dependían de la edad y el sexo, con los más jóvenes careciendo de él. Su cavidad nasal se extendía por dentro de esta cresta mayormente hueca. Se cree que esto pudo haber mejorado el sentido del olfato, o creado un fuerte balido. También puede ser distinguido de Corythosaurus por la falta del proceso nasal bifurcado formando parte de los lados de la cresta, que es la única manera de diferenciar a los jóvenes de los dos géneros, las crestas adquirieron sus formas distintivas mientras que los animales envejecieron.
En conformación, Lambeosaurus es similar a cualquier otro hadrosáurido, pudiéndose mover en dos o en cuatro patas, como lo muestran pisadas de animales relacionados. La cola estaba sostenida por tendones osificados que la mantenían rígida y prevenían que tocara el suelo. Las manos tenían cuatro dedos, faltándole el pulgar de la mano de básica de un tetrápodo, con el segundo tercer y cuarto dedo formando un casco, lo que sugiere que soportaba el peso del cuerpo cuando marchaba. El quinto dedo estaba libre para poder manipular objetos. Cada pie tenía solamente los tres dedos centrales.
La característica más distintiva, la cresta, era diferente en las dos especies mejor conocidas. En L. magnicristatus, el "mango" estaba muy reducido, y la "hoja" expandida, formando una pomposa cresta tipo Pompadour. Esta cresta esta dañada en los mejores especímenes, y solamente se conoce la mitad delantera.
L. magnicristatus parece tener un tamaño similar al de Corythosaurus, alrededor de 9,5 metros de largo. Impresiones de escamas son conocidas en varios especímenes, los cuales son ahora asignados a L. lambei tenía una piel fina y uniforme, con escamas poligonales con una distribución en ninguna sin un orden particular en el cuello, torso, y cola. tenía una piel fina y uniforme, con escamas poligonales con una distribución en ninguna sin un orden particular como se ve en impresiones asignadas al cuello, brazo y pie.

## Descubrimiento e investigación
L. magnicristatus fue descrita por C. M. Sternberg 1935, que nombró un cráneo y un esqueleto parcial hoy NMC-8705 anteriormente GSC 8705 como L. magnicristatum, luego corregido a L. magnicristatus, solo se conoce definitivamente a partir de dos especímenes, ambos con cráneos. Desafortunadamente, la mayoría del esqueleto articulado del espécimen tipo se ha perdido. Muchos de los huesos sufrieron grandes daños por el agua durante el almacenamiento y se desecharon antes de la descripción. Otras partes de este esqueleto también se han perdido. Sus restos provienen de rocas ligeramente más jóvenes que L. lambei. El nombre específico se deriva del latín magnus "grande" y cristatus "crestado", en referencia a su cresta ósea. Además, Jack Horner ha identificado mandíbulas fragmentarias de lambeosaurinos a partir de la Formación Bearpaw de Montana como posiblemente perteneciente a L. magnicristatus. Estos representan los primeros restos de lambeosaurinos de rocas marinas.

## Clasificación
Lambeosaurus es el espécimen tipo de Lambeosaurinae, una subfamilia de hadrosáuridos que poseían cresta hueca. Como otros lambeosaurinos, está relacionado cercanamente con Corythosaurus e Hypacrosaurus, diferenciándose por la forma de la cresta. Las relaciones entre estos géneros de dinosaurios son difíciles de realizar. Por otro lado, el clado equivalente Corythosaurini ha sido adoptado en publicaciones, incluyéndolo en la última filogenia, presentada por David Evans y Robert en su redescripción de L. magnicristatus. Esta revisión encuentra a Lambeosaurus como un taxón hermano a un clado compuesto de Corythosaurus, Hypacrosaurus, y el género ruso Olorotitan. Estos lambeosaurinos, junto con Nipponosaurus, componen a Corythosaurini. Sin embargo, los investigadores posteriores señalaron que debido a las reglas de prioridad establecidas por la ICZN, cualquier tribu que contenga Lambeosaurus se llama correctamente Lambeosaurini y que por lo tanto el nombre "Corythosaurini" es un sinónimo más moderno.

### Filogenia
El siguiente cladograma ilustra las relaciones de Lambeosaurus y sus parientes cercanos fue recuperado en un análisis filogenético de 2012 por Albert Prieto-Márquez, Luis M. Chiappe y Shantanu H. Joshi.

|  | Magnapaulia |
|  |             |
|  | Velafrons   |
|  |             |

|  | Lambeosaurus lambei         |
|  |                             |
|  | Lambeosaurus magnicristatus |
|  |                             |

|  | Corythosaurus casuarius   |
|  |                           |
|  | Corythosaurus intermedius |
|  |                           |

|  | "Hypacrosaurus" stebingeri                                   |
|  |                                                              |
|  | \| \| Hypacrosaurus \| \| \| \| \| \| Olorotitan \| \| \| \| |
|  |                                                              |
|  | Hypacrosaurus                                                |
|  |                                                              |
|  | Olorotitan                                                   |
|  |                                                              |

|  | Hypacrosaurus |
|  |               |
|  | Olorotitan    |
|  |               |

|  | Corythosaurus casuarius   |
|  |                           |
|  | Corythosaurus intermedius |
|  |                           |

|  | "Hypacrosaurus" stebingeri                                   |
|  |                                                              |
|  | \| \| Hypacrosaurus \| \| \| \| \| \| Olorotitan \| \| \| \| |
|  |                                                              |
|  | Hypacrosaurus                                                |
|  |                                                              |
|  | Olorotitan                                                   |
|  |                                                              |

|  | Hypacrosaurus |
|  |               |
|  | Olorotitan    |
|  |               |

|  | Lambeosaurus lambei         |
|  |                             |
|  | Lambeosaurus magnicristatus |
|  |                             |

|  | Corythosaurus casuarius   |
|  |                           |
|  | Corythosaurus intermedius |
|  |                           |

|  | "Hypacrosaurus" stebingeri                                   |
|  |                                                              |
|  | \| \| Hypacrosaurus \| \| \| \| \| \| Olorotitan \| \| \| \| |
|  |                                                              |
|  | Hypacrosaurus                                                |
|  |                                                              |
|  | Olorotitan                                                   |
|  |                                                              |

|  | Hypacrosaurus |
|  |               |
|  | Olorotitan    |
|  |               |

|  | Corythosaurus casuarius   |
|  |                           |
|  | Corythosaurus intermedius |
|  |                           |

|  | "Hypacrosaurus" stebingeri                                   |
|  |                                                              |
|  | \| \| Hypacrosaurus \| \| \| \| \| \| Olorotitan \| \| \| \| |
|  |                                                              |
|  | Hypacrosaurus                                                |
|  |                                                              |
|  | Olorotitan                                                   |
|  |                                                              |

|  | Hypacrosaurus |
|  |               |
|  | Olorotitan    |
|  |               |

|  | Magnapaulia |
|  |             |
|  | Velafrons   |
|  |             |

|  | Lambeosaurus lambei         |
|  |                             |
|  | Lambeosaurus magnicristatus |
|  |                             |

|  | Corythosaurus casuarius   |
|  |                           |
|  | Corythosaurus intermedius |
|  |                           |

|  | "Hypacrosaurus" stebingeri                                   |
|  |                                                              |
|  | \| \| Hypacrosaurus \| \| \| \| \| \| Olorotitan \| \| \| \| |
|  |                                                              |
|  | Hypacrosaurus                                                |
|  |                                                              |
|  | Olorotitan                                                   |
|  |                                                              |

|  | Hypacrosaurus |
|  |               |
|  | Olorotitan    |
|  |               |

|  | Corythosaurus casuarius   |
|  |                           |
|  | Corythosaurus intermedius |
|  |                           |

|  | "Hypacrosaurus" stebingeri                                   |
|  |                                                              |
|  | \| \| Hypacrosaurus \| \| \| \| \| \| Olorotitan \| \| \| \| |
|  |                                                              |
|  | Hypacrosaurus                                                |
|  |                                                              |
|  | Olorotitan                                                   |
|  |                                                              |

|  | Hypacrosaurus |
|  |               |
|  | Olorotitan    |
|  |               |

|  | Lambeosaurus lambei         |
|  |                             |
|  | Lambeosaurus magnicristatus |
|  |                             |

|  | Corythosaurus casuarius   |
|  |                           |
|  | Corythosaurus intermedius |
|  |                           |

|  | "Hypacrosaurus" stebingeri                                   |
|  |                                                              |
|  | \| \| Hypacrosaurus \| \| \| \| \| \| Olorotitan \| \| \| \| |
|  |                                                              |
|  | Hypacrosaurus                                                |
|  |                                                              |
|  | Olorotitan                                                   |
|  |                                                              |

|  | Hypacrosaurus |
|  |               |
|  | Olorotitan    |
|  |               |

|  | Corythosaurus casuarius   |
|  |                           |
|  | Corythosaurus intermedius |
|  |                           |

|  | "Hypacrosaurus" stebingeri                                   |
|  |                                                              |
|  | \| \| Hypacrosaurus \| \| \| \| \| \| Olorotitan \| \| \| \| |
|  |                                                              |
|  | Hypacrosaurus                                                |
|  |                                                              |
|  | Olorotitan                                                   |
|  |                                                              |

|  | Hypacrosaurus |
|  |               |
|  | Olorotitan    |
|  |               |